# Соловкін Петро Георгійович
Петро Георгійович Соловкін (1944 —1976) — радянський і український композитор. Представник «Київського авангарду» (долучився у 1962 р.). 
Навчався у Київській консерваторії, клас А. Штогаренка. Серед написаних творів: Соната для фортепіано (1967), "Інтродукція, рондо
й медитація" (1969-1971), Концерт для фортепіано з оркестром (1970), «Сфери», «Три мініатюри» для мецо-сопрано та фортепіано (на вірші А. Фета та О. Блока, 1973).